# Smolno (województwo kujawsko-pomorskie)
Smolno – wieś w Polsce położona w województwie kujawsko-pomorskim, w powiecie toruńskim, w gminie Zławieś Wielka.
Do 1954 roku miejscowość była siedzibą gminy Smolno. W latach 1975–1998 miejscowość administracyjnie należała do województwa toruńskiego.
Wieś lokowana przez Krzyżaków w XIV w.
Zabytki: budynek szkoły z 1893 r., zespół dworski z 2. poł. XIX w., dawny cmentarz ewangelicki.